# Caio Rodrigues da Cruz
Caio Rodrigues da Cruz (* 19. Februar 1994 in Rio de Janeiro), auch bekannt als Caio Tailândia, ist ein brasilianischer Fußballspieler.

## Karriere
Caio Rodrigues da Cruz spielte von 2013 bis Mitte 2016 bei den unterklassigen brasilianischen Vereinen von Duquecaxiense FC, Juventus FC und Bangu AC. Am 1. Juli 2016 zog es ihn nach Thailand. Hier unterschrieb er in Kalasin einen Vertrag beim Drittligisten Kalasin FC. Mit dem Verein spielte er in der North/Eastern Region der Liga. Nach zwei Spielzeiten wechselte er im Juli 2018 in die Southern Region zum in der vierten Liga spielenden Satun United FC. 2018 und 2019 wurde er mit dem Verein Meister der Region. In den Aufstiegsspielen zur dritten Liga konnte man sich jedoch nicht durchsetzen. Im Juli 2020 kehrte er in seine Heimat zurück, wo er bis August 2022 für den Jaraguá EC und EC Tigres do Brasil spielte. Der Chanthaburi FC, ein Drittligist aus Thailand, nahm ihn Ende August 2022 unter Vertrag. Mit dem Verein aus Chanthaburi spielte er in der Eastern Region der Liga. Am Ende der Saison feierte er mit dem Verein die Vizemeisterschaft der Region sowie den Aufstieg in die zweite Liga. Nach dem Aufstieg verließ er den Klub und schloss sich im Sommer 2023 dem Erstligaabsteiger Lampang FC an. Sein Zweitligadebüt für den Verein aus Lampang gab er am 12. August 2023 (1. Spieltag) im Auswärtsspiel gegen den Rayong FC. Bei der 1:0-Niederlage stand er in der Startelf und wurde in der 76. Minute gegen Chatchai Nanthawichianrit ausgewechselt. Nach 34 Ligaspielen, in denen er zehn Tore erzielte, wurde sein Vertrag im Juli 2024 um ein weiteres Jahr verlängert. Nach insgesamt 66 Ligaspielen, in denen er 24 Treffer erzielte, gab er im Juni 2025 seinen Abschied aus Lampang bekannt. Im Juli 2025 nahm ihn der Erstligaabsteiger Nongbua Pitchaya FC unter Vertrag.

## Erfolge
Satun United FC
- Thai League 4 – South: 2018
- Thai League 4 – South: 2019